# Култура Београда
Београд је домаћин многим културним манифестацијама, укључујући ФЕСТ (Међународни филмски фестивал), БИТЕФ (Београдски интернационални театарски фестивал), БЕЛЕФ (Београдски летњи фестивал), БЕМУС (Београдске музичке свечаности), Београдски сајам књига, и Београдски фестивал пива. Добитник Нобелове награде Иво Андрић је написао своја најпознатија дела: „На Дрини ћуприја“ и „Проклета авлија“ у Призренској улици у Београду. Остали истакнути српски књижевници који су живели и радили у Београду су: Бранислав Нушић, Милош Црњански, Борислав Пекић, Милорад Павић, Меша Селимовић и многи други.
Већина српске филмске индустрије се налази у Београду, а један од најпознатијих филмова снимљених овде је и филм Емира Кустирице из 1995, добитник Златне палме на Канском фестивалу — Подземље. Град је био један од главних центара југословенског „новог таласа“: ВИС Идоли, Екатарина Велика и Шарло Акробата музички бендови који су сви из Београда. Остали познати београдски рок уметници: Рибља чорба, Бајага и инструктори и остали. Током деведесетих, град је био главни центар (у бившој Југославији) музичког жанра турбофолк. Данас је центар српске хип хоп сцене, са извођачима као што су Београдски Синдикат, Шкабо, Марчело и многи други. Београд такође има много позоришта, а најпознатији међу њима су Београдско народно позориште, Југословенско драмско позориште, Звездара театар, и Атеље 212. У Београду се налази и Српска академија наука и уметности, Народна библиотека Србије и Историјски архив Београда.

## Музеји
Најпознатији музеј у Београду је Народни музеј, основан 1844. године. Садржи колекције више од 400.000 изложбених материјала, укључујући многа страна ремек-дела. Познато Мирослављево јеванђеље се налази у овом музеју. Војни музеј је нарочито популаран за стране туристе, највише због делова „невидљивог“ (стелт) авиона  ког је југословенска противваздушна одбрана оборила у току НАТО бомбардовања 1999. У музеју се такође налази још преко 25.000 осталих изложбених предмета од којих неки датирају из римског периода. Сличан музеј је Музеј ратног ваздухопловства који има више од 200 авиона, од којих су 50 стална поставка. Неколико авиона у Музеју су једини „преживели“ примерци тог типа, као нпр. Фијат G.50. Музеј излаже и неке делове оборених америчких и НАТО авиона. Етнографски музеј, основан 1901, садржи више од 150.000 предмета руралне и урбане културе Балкана, тачније држава бивше Југославије. Музеј савремене уметности садржи колекцију са око 8.540 примерака уметничких дела из Југославије од 1900. године Музеј Николе Тесле, основан 1952. године, чува личне ствари Николе Тесле, научника по коме је јединица Тесла добила име. Музеј чува око 160.000 оригиналних докумената и око 5.700 осталих предмета. Још један од већих београдских музеја је Музеј Вука и Доситеја, који садржи експонате који говоре о животу, делу и завештању Вука Стефановића Караџића и Доситеја Обрадовића, реформатора српског књижевног језика из 19. века који су такође уједно и били први министри српског образовања. У Београду такође постоји и Музеј афричке уметности, основан у време социјалистичке солидарности са неразвијеним нацијама Трећег света.

## Образовање
Београд има два државна универзитета и више приватних институција за више и високо образовање. Београдски универзитет води порекло од Велике школе, основане 1808. Први српски универзитет формално је основан 27. фебруара 1905. Више од 70.000 студената студира на Београдском универзитету.
Дана 21. маја 1973. године, уметничке академије прерасле су у факултете уметности, а Уметничка академија постала је Универзитет уметности, други самостални београдски универзитет.
У Београду постоји 195 основних и 85 средњих школа. Од основних, постоји 162 редовних, 14 специјалних, 15 уметничких и 4 школе за основно образовање одраслих. Средњошколски систем обухвата 51 стручну, 21 гимназију, 8 уметничких и 5 специјалних школа. 230.000 уписаних ученика учи 22.000 запослених у преко 500 зграда који покривају око 1.100.000 m².

## Ноћни живот
Београд има репутацију престонице која нуди свакодневни, живописан ноћни живот, са мноштвом клубова отворених до свитања широм града. Најпрепознатљивији су клубови смештени на сплавовима дуж обала Саве и Дунава.
Викенд-посетиоци, посебно они из Босне и Херцеговине, Хрватске и Словеније, сматрају Београд већом метрополом од својих престоница због пријатељске атмосфере, сјајних клубова и барова, јефтиних пића, непостојања језичке баријере, као и либералне регулативе везане за ноћни живот.
Позната места за љубитеље алтернативне музике, односно културе која не потпада под мејнстрим, познати су и афирмисани клубови као што су Академија (Клуб студената на ФЛУ), смештена у подруму Факултета ликовних уметности и КСТ (Клуб студената технике), смештен у подруму зграде Техничких факултета. Једно од најпознатијих места за алтернативне културне догађаје у граду је СКЦ (Студентски културни центар), који се налази преко пута Београђанке, једне од најзнаменитијих грађевина Београда. Концерти бројних домаћих и познатих страних група се често одржавају у СКЦ-у, као и уметничке изложбе и јавне дебате и дискусије.
Они који су наклоњени традиционалнијем српском ноћном животу, а љубитељи су староградске музике, типичне за северне крајеве Србије, могу да се одлуче за вече у Скадарлији, старој боемској четврти града где су се окупљали песници и уметници крајем 19. и почетком 20. века. У Скадарској улици и околини налазе се неки од најбољих и најстаријих београдских ресторана. На једном крају четврти налази се некадашња најстарија београдска пивара, основана у првој половини 19. века.

## Спорт
У Београду постоји око хиљаду спортских објеката, од којих многи својим капацитетом задовољавају потребе великих и готово свих врста спортских догађаја. Београд је био домаћин многим битним спортским догађајима у блиској прошлости, као што су Европско првенство у кошарци 2005., Европско првенство у одбојци 2005., Светско првенство у ватерполу 2005. и Европски олимпијски фестивал младих 2007. Београд ће бити град домаћин Летње универзијаде 2009. године
Београд се два пута неуспешно кандидовао за Летње олимпијске игре и то за Олимпијаду 1992. када је испао у трећем кругу гласања Међународног олимпијског комитета (тада су се игре одржале у Барселони) и Летње олимпијске игре 1996. када је град домаћин била Атланта.
Београд је дом и два највећа и најуспешнија спортска друштва у Србији, Партизана и Црвене звезде. Два највећа фудбалска стадиона у Београду су Маракана (стадион „Црвене звезде“) и Стадион ЈНА (стадион „Партизана“). Београдска арена се користи за кошаркашке и одбојкашке утакмице, заједно са халом Пионир., док се Спортски центар „Ташмајдан“ користи за ватерполо утакмице.
Ада Циганлија је бивше острво на реци Сави, и највећи београдски спортско-рекреативни комплекс. Након његовог повезивања с обалом, направљено је вештачко језеро. Једна је од најпознатијих дестинација за Београђане током врелог лета. Ада Циганлија има 7 километара дугу плажу и објекте за разне спортове укључујући голф, рагби, фудбал, кошарку, одбојку, бејзбол и тенис. Екстремни спортови су такође доступни, као што су банџи џампинг, скијање на води и пејнтбал На острву се налазе и стазе за вожњу бицикла, шетњу и џогирање.

## Туризам
Од 2000, упоредо са обнављањем дипломатских односа Србије са западном Европом и Америком, у Београду се примећује повратак страних туриста одсутних још од ратова из деведесетих година.
Историјски делови и зграде Београда су највеће градске туристичке атракције. Оне укључују Скадарлију, Народни музеј, оближње Народно позориште, Земун, Трг Николе Пашића, Милошев конак, Конак кнегиње Љубице, Теразије, Студентски трг, Калемегдан, Кнез Михаилову улицу, Дом Народне скупштине, Храм Светог Саве и Стари двор. Поред овога, постоје многи паркови, споменици, музеји, кафићи, ресторани и продавнице и то са обе стране реке Саве. Маузолеј Јосипа Броза Тита, назван Кућа цвећа, паркови Топчидер и Кошутњак који се налазе у близини су такође популарни, посебно посетиоцима из бивше Југославије.
У последње време број младих посетилаца се веома увећао, нарочито оних из Хрватске, Словеније и Босне и Херцеговине који уживају у ноћном животу града.

## Медији
Београд је најзначајнији медијски центар у Србији. У Београду је седиште Радио телевизије Србије - РТС, јавног медијског сервиса, који има два ТВ програма, пет радио програма и музичку издавачку кућу ПГП РТС. Најпопуларнија комерцијална медијска организација је РТВ Пинк, српски мултинационални медиј, познат по својим популарним забавним програмима, за које неки сматрају да су сензационалистички и да су нискоквалитетни. Веома популарна комерцијална медијска организација је и Б92, која има своју телевизијску и радио станицу, издавачку делатност и један од најпосећенијих Интернет сајтова у Србији. Остале телевизијске станице у Београду су ТВ Кошава, ТВ Авала, Фокс телевизија, Студио Б и ТВ Ентер, а постоје и многи специјализовани канали као што су СОС (спорт), Метрополис (музика), Арт ТВ (уметност), Синеманија (филмови) и Хепи ТВ (дечји програми).
Најпознатије радио-станице у Београду су: Радио Београд 202, Радио Б92, Радио Индекс, Радио Новости, Радио Носталгија, Радио Пингвин, Радио Топ ФМ, Радио С и Радио Студио Б.
Дневне новине са седиштем у Београду су: Политика, Вечерње новости, Блиц, Глас јавности, Спорт, Спортски журнал, Борба, Данас, Курир, Прес и Сутра. Бесплатне дневне новине 24 сата су основане у јесен 2006. године.
Најзначајнији недељни листови су: НИН, Време, Стандард и Европа.
Такође, у Београду ради и неколико новинских агенција: Танјуг, ФоНет, Бета и Тикер.

## Архитектура
У различитим деловима града архитектура варира од типично централноевропског стила (Земун), преко извесног броја зграда у турском стилу лоцираних у старим деловима града, до најмодерније архитектуре Новог Београда. Архитектура 19. века је доста утицала на архитектонске трендове у Србији, па и у Београду. Нарочито је видљив утицај аустроугарске архитектуре 19. века. Под комунизмом, већина кућа је грађена брзо и јефтино, што је довело до бруталистичке архитектуре блокова Новог Београда подигнутих у првим деценијама након Другог светског рата.